# 莫迪山
45°50′52″N 6°52′33″E / 45.84778°N 6.87583°E

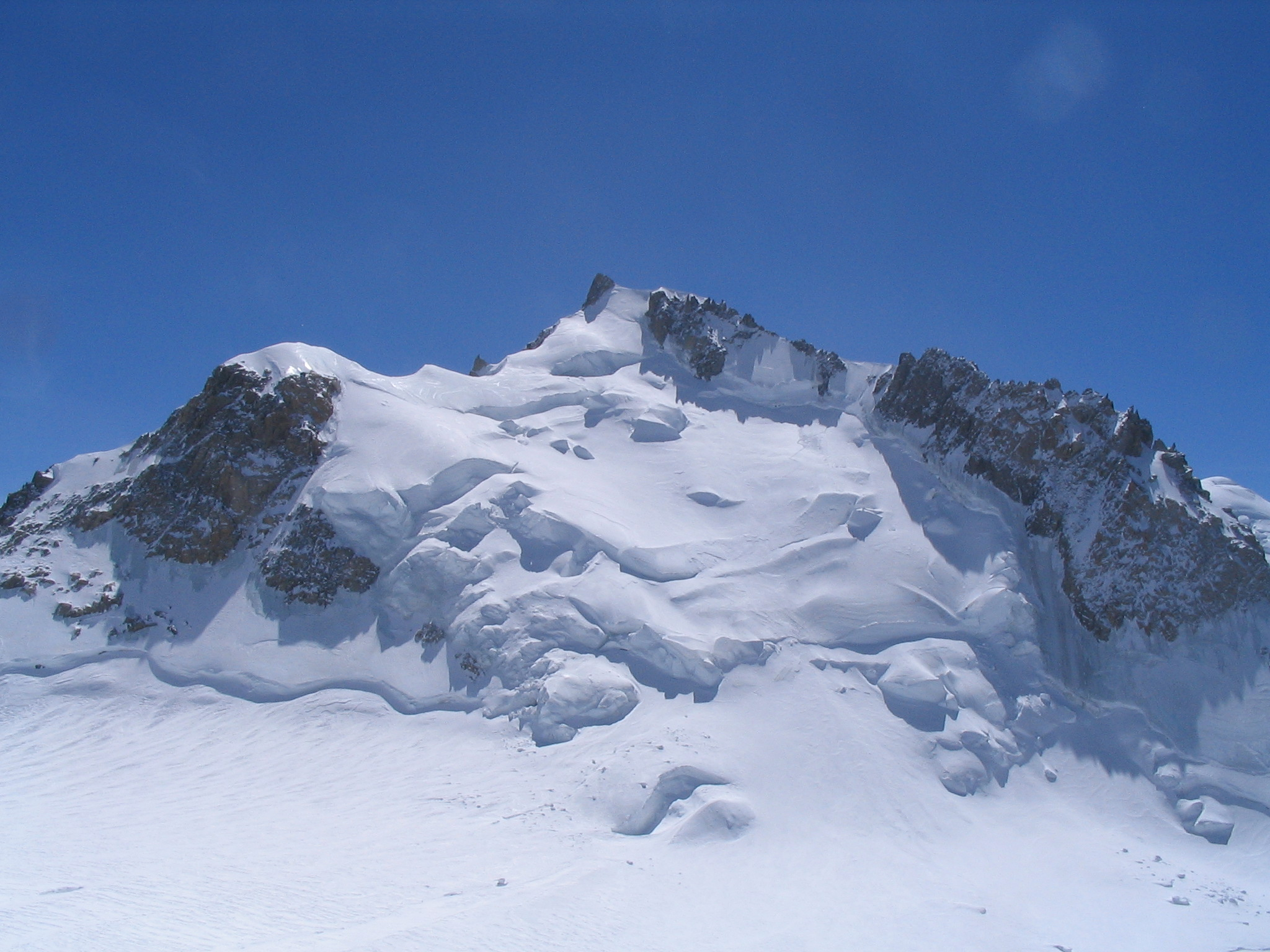

莫迪山（法語：Mont Maudit），是歐洲的山峰，位於法國和意大利接壤的邊境，屬於格拉耶山的一部分，海拔高度4,465米，人類在1878年9月12日首次登上該山峰。